# Antonio Silván
Antonio Silván Rodríguez (León, 9 de junio de 1962) es un abogado y político español del Partido Popular. Es senador electo por la provincia de León para la XIV legislatura de España. Fue alcalde de León entre los años 2015 y 2019. Ha desempeñado otros cargos políticos como Consejero de Fomento y Medio Ambiente de la Junta de Castilla y León del 2003 al 2015, y procurador en las Cortes de Castilla y León por la provincia de León desde 2007 hasta 2019.

## Biografía

### Primeros años y formación
Es hijo del médico rural Antonio Silván Garrachón y la maestra María Teresa Rodríguez Hevia. Pasó su infancia en la localidad leonesa de Chozas de Abajo, perteneciente a la comarca del Páramo Leonés, hasta que se trasladó a la ciudad de León, donde fue alumno del Colegio Marista San José. Se licenció en Derecho por la Universidad de León y está colegiado en el Ilustre Colegio Provincial de Abogados de León. Inició su trayectoria profesional en Asturias, pero regresó a su tierra natal, donde trabajó como asesor jurídico de la Asociación Leonesa de Comercio y ejerció la docencia como profesor de la Escuela de Práctica Jurídica de León y de la Fundación San Pablo Castilla y León. Fue jefe de la Asesoría Jurídica del procurador del Común de Castilla y León entre 1995 y 1999.

### Carrera política
Ejerció como Secretario General de la Consejería de Economía y Hacienda de la Junta de Castilla y León desde 1999 hasta 2003. Fue nombrado Portavoz de la Junta de Castilla y León entre 2003 y 2004. En 2003 asumió el puesto de Consejero de Fomento de la Junta de Castilla y León. También se hizo cargo de las competencias autonómicas en materia de Medio Ambiente en 2011. Mantuvo sus cargos durante varios gobiernos autonómicos presididos por Juan Vicente Herrera hasta el año 2015. Fue procurador en las Cortes de Castilla y León por la provincia de León de 2007 a 2019.
Se presentó a las elecciones municipales de 2015 como candidato a la alcaldía de la ciudad de León. Fue investido alcalde tras contar con el apoyo de Ciudadanos. Trató de revalidar su mandato en las elecciones del 2019, pero no consiguió los apoyos necesarios para mantener la alcaldía de la capital leonesa. Actualmente es concejal del Ayuntamiento de León y ejerce sus funciones como Portavoz del Grupo Municipal Popular desde la oposición.
Tras las elecciones generales de 2019 fue elegido senador por la provincia de León en las Cortes Generales para la XIV legislatura. Ejerce de Portavoz de Agenda Urbana del PP en la Comisión de Transportes, Movilidad y Agenda Urbana del Senado. También participa como Vocal en las comisiones senatoriales de Defensa, CCAA y RTVE.
Es miembro de la Junta Directiva Nacional del Partido Popular desde 2008 y de su Comité Ejecutivo. Anteriormente formó parte del Comité Ejecutivo del Partido Popular de León y del Comité Ejecutivo del Partido Popular de Castilla y León como Vicesecretario de Organización. También fue Presidente del Comité Electoral del Partido Popular de Castilla y León. En 2017 se presentó a las primarias para presidir el Partido Popular de Castilla y León con el objetivo de suceder a Juan Vicente Herrera sin resultar elegido. Tras la renuncia de Mariano Rajoy a seguir al frente del Partido Popular a nivel nacional, formó parte de la candidatura de Pablo Casado, actual Presidente del Partido Popular, en las elecciones primarias del XIX Congreso Nacional del PP en 2018.

## Vida personal
Está casado con la abogada Gabriela Suárez Fernández y tiene un hijo, Antonio.